# Martin Fengel
Martin Fengel (* September 1964 in München) ist ein deutscher Fotograf und Künstler. Unter anderem ist er Lehrbeauftragter für Fotografie an der Freien Universität Bozen.

## Leben
Fengel lebt und arbeitet in seiner Heimatstadt, wo er von 1985 bis 1987 die Bayerischen Staatslehranstalt für Photographie besuchte. Danach lebte er bis 1991 in New York und arbeitete unter anderem als Assistent von Amy Arbus und Mary Ellen Mark.
Neben regelmäßigen Illustrationen und Fotografien für etablierte Zeitschriften und Magazine, so zum Beispiel für das ZEITmagazin und Vice, erfolgten zahlreiche nationale und internationale Ausstellungen und Ausstellungsteilnahmen. Fengels Werke befinden sich unter anderem in den Sammlungen der Münchener Pinakothek der Moderne, der Städtischen Galerie im Lenbachhaus, der DEKA-Bank, des Fotomuseums München, des Museums für Moderne Kunst in Frankfurt am Main und der Münchener Rück.
Fengel arbeitet auch als Filmemacher und dreht Videos für DJ Hell. Gemeinsam mit Jörg Koopmann leitet er das „glossy“-Fotoforum in München. 2000 war er Mitgründer der Agentur Herburg Weiland.

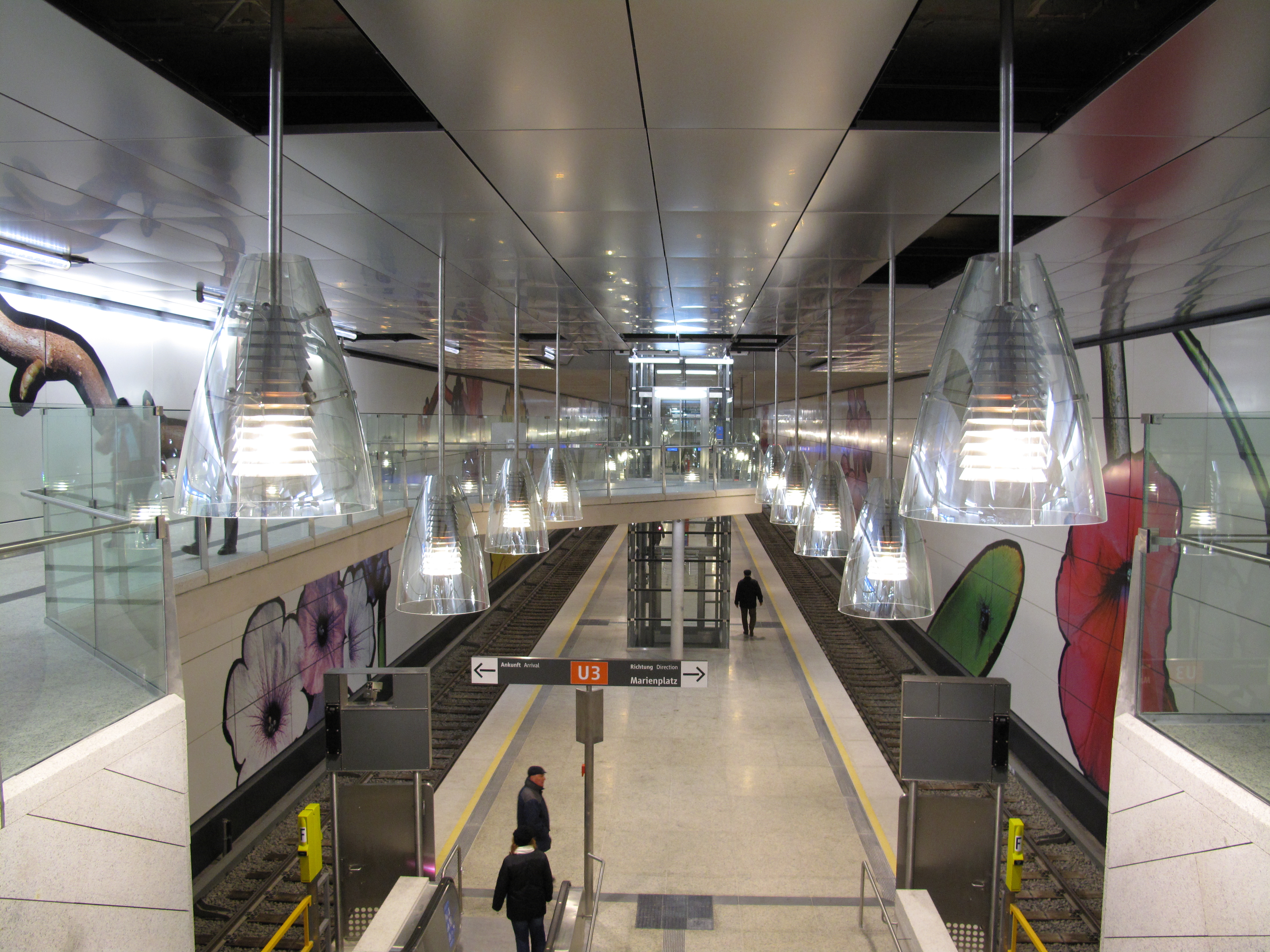
Wandgestaltung im U-Bahnhof München-Moosach

2010 gestaltete er die Hintergleiswände des Münchener U-Bahnhofs Moosach. Auf den weißen Paneelen sind großformatige Abbildungen verschiedener Pflanzen und Tiere angebracht. Die Motive fotografierte Fengel im Stadtteil Moosach. Im Oktober 2012 strahlte der Bayerische Rundfunk in der Sendereihe LIDO die 45-minütige Reportage Ein Tag im Leben von Martin Fengel von Armin Kratzert aus.

## Ausstellungen
- 2012/2013: Martin Fengel. Wachs., Villa Stuck, München[9]

## Auszeichnungen und Stipendien
- 1993: Projektstudium der Mathias-Pschorr-Hackerbräu-Stiftung
- 1994: Bayerischer Fotopreis der Danner-Stiftung
- 2000: Auslandsstipendium der Stadt München für Edinburgh
- 2004: Bayerischer Kunstförderpreis in der Kategorie Bildende Kunst